# Кассов
Кассов (нем. Kassow) — община в Германии, в земле Мекленбург-Передняя Померания.
Входит в состав района Бад-Доберан. Подчиняется управлению Шван. Население составляет 374 человека (на 31 декабря 2010 года). Занимает площадь 14,33 км².
Коммуна была центром княжества Верле.